# 99' 네스티 키즈
99' 네스티 키즈는 대한민국의 음악 그룹이다. 2019년 싱글 [I Gotta Sauce]로 데뷔했다.

## 방송
- 랩:퍼블릭 (2024)

## 공연
- 2023 LIGHT UP FESTIVAL (2023)

## 기타
- INDEGOAID <가짜가 진짜를 욕하면 곤란하지 RMX pt.2> (2022) - 작사/피처링
- 박창민 <Tiger> (2023) - 작사/피처링